# サザン鉄道V形蒸気機関車

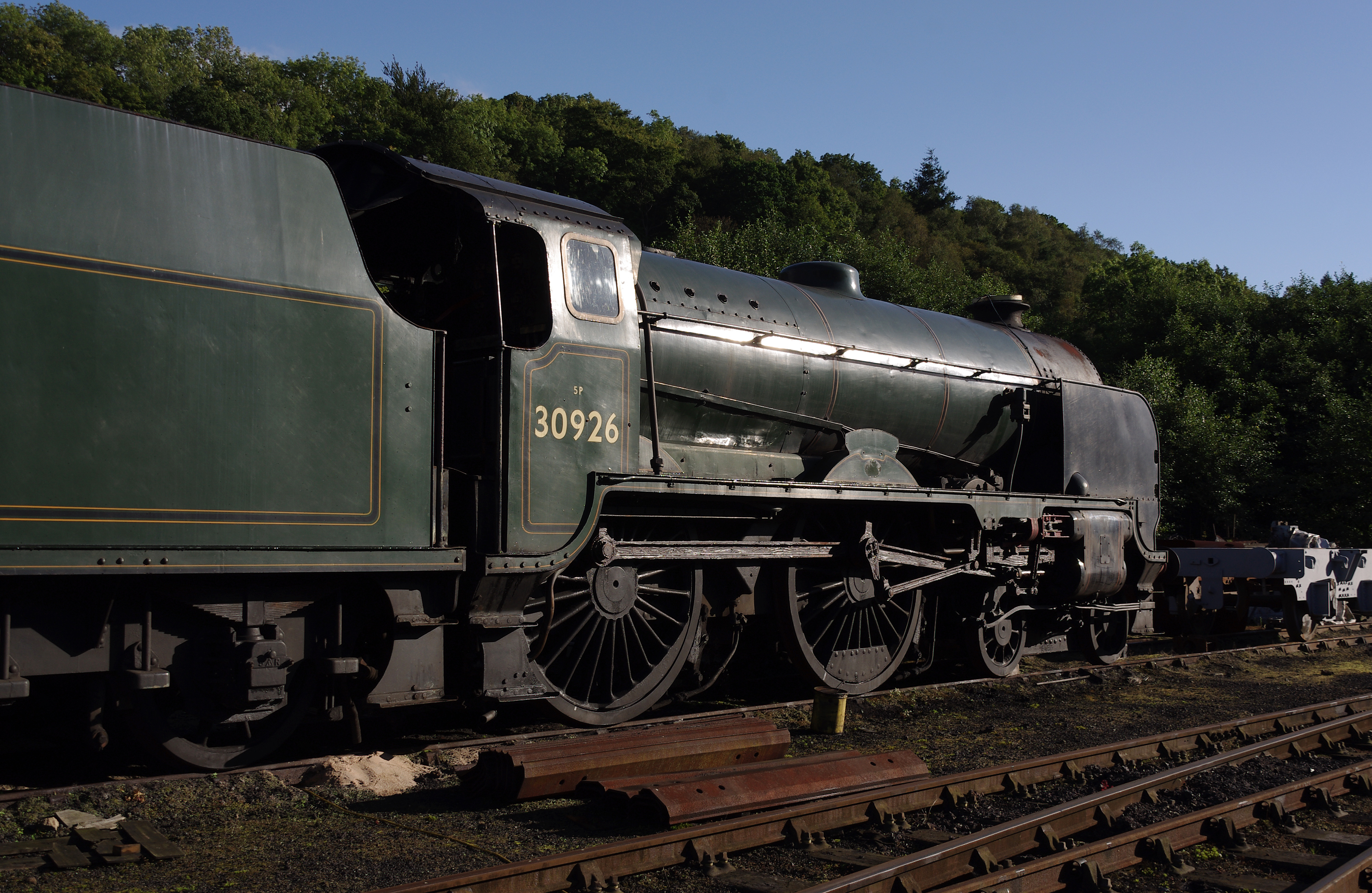
30926号機「レプトン」

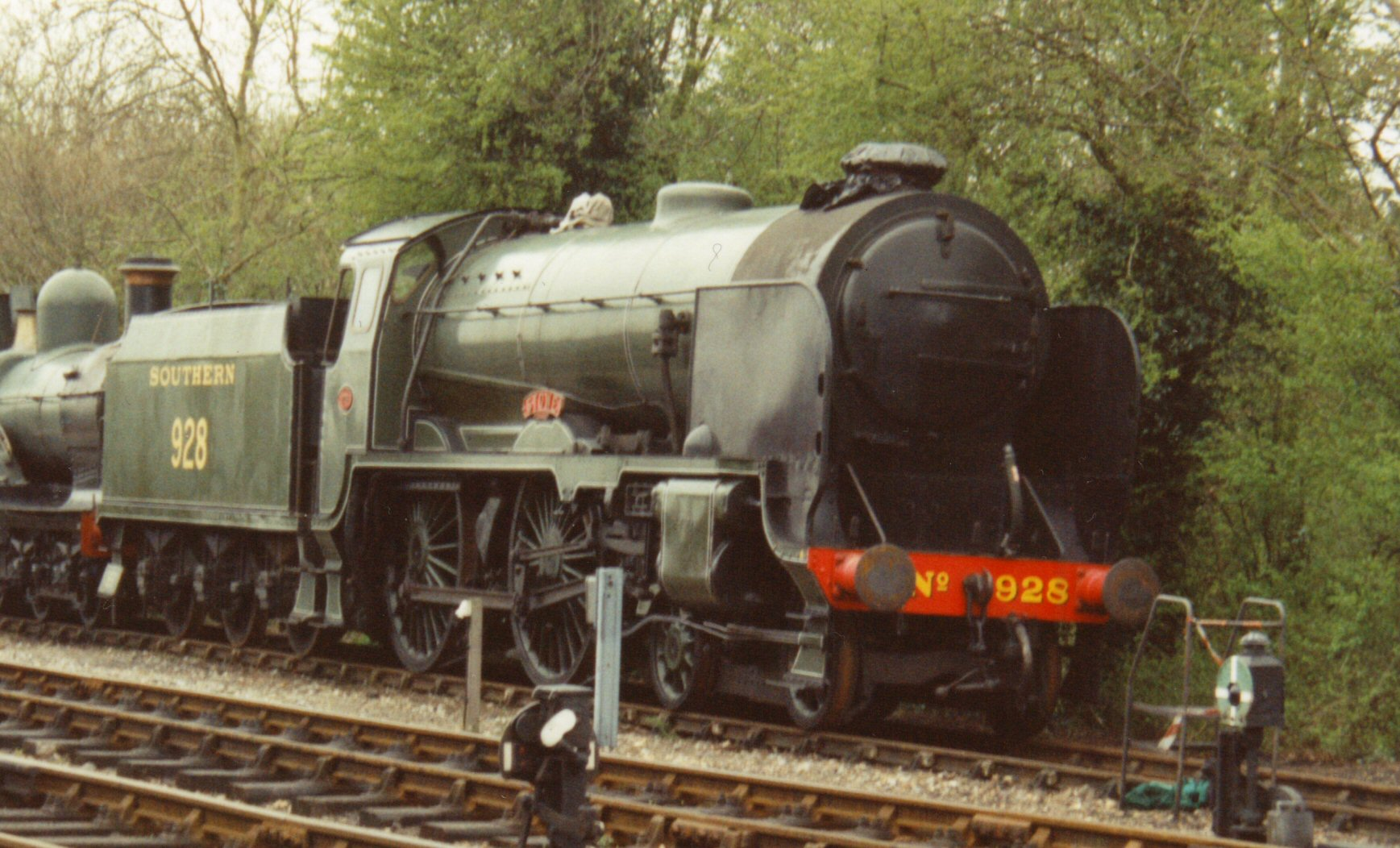
928号機「ストウ」

V形 (SR Class V) は、イギリスのサザン鉄道 (Southern Railway, SR) で使用されていた蒸気機関車。スクールズ級 (Schools class) としても知られ、各機関車には有名なパブリックスクールの名前が付けられている。

## 概要
1928年までに、南部地域は大型の4-6-0急行旅客機関車によって十分に整備されたが、サザン鉄道全体で中間的な役割を果たす機関車が必要だった。このために前任者のLクラスを開発しようとしたリチャード・マウンセル (Richard Maunsell) の以前の試みは失敗し、ドラモンドD15およびL12クラスは耐用年数の終わりに近づいていた。当初の計画は、大型の2-6-4タンク機関車を想定していたが、セブンオークスの鉄道事故により再検討した。セブンオークスの事故は、キャノンストリートからディールまでの急行でリバークラスのタンク機関車が高速カーブで脱線し、機関車の運転台が橋にぶつかって脱線し、13人が死亡した。事故後、南部鉄道は残りのリバークラスをすべて廃車し、当時の世論を呼んだ。したがって、マウンセルは比較的短いホイールベース4-4-0 3気筒設計を選択したが、当時は4-6-0がより一般的だった。それらが製造されたとき、4-4-0タイプはほぼ普遍的に時代遅れと見なされていたが、Maunsellは、この国で製造される最も優れたデザインの1つであり、ヨーロッパで最も強力なタイプを製造することができた。

## 製造
車軸配置は4-4-0。マウンセルが既に設計していた急行用ロードネルソン級4-6-0機やキングアーサー級4-6-0機と共通した部品を使い、建築限界の小さいヘイスティングス線 (Hastings line) でも使用可能な様に、より小さな4-4-0機関車として設計されている。高速で走るように動輪の直径が大きく約2mあった。
ただし、このような制限された積載ゲージ内でネルソンのベルペアファイアボックスを使用すると、キャブからの前方の視界が著しく妨げられるため、これは実用的ではなかった。解決策は、短縮されたKing Arthurパターンボイラーを使用することだったが、後期シリーズのN15 / S15ファイアボックス全体を維持した。ボイラーの動作圧力は、キングアーサークラスよりも220 psi-20 psi高くなった。最終的な結果は、石炭のグレードが低く、内部摩擦が非常に低く、キングアーサーより200ポンド少ない牽引力に貢献しているにもかかわらず、設計が非常に自由な蒸しであることが判明したため、期待をはるかに超えた。その力とわずか42トンの接着重量で、クラスは休息から始めるときに慎重な取り扱いを必要とした。これらの部品を使用すると重量が重くなりすぎたため、代わりにアーサー王クラスのボイラーの短縮版が使用されましたが、火室と火格子の領域はアーサー王後期に使用されたものと同じでした。そして1927年以降に構築されたS15クラス。短縮されたボイラーの使用は非常に幸運でした。なぜなら、それらはあらゆるグレードの石炭で非常に優れた汽船であることが証明されたからです。
アーサー王のクラスと同様に、丸型ボイラーの偶発的な使用は、ヘイスティングスルートのトンネル周辺の積載制限をクリアするためにキャブサイドを内側に引っ張ることができたということでした。当局は、モーンセルがクラスを設計したときにトンブリッジからヘイスティングス線への制限された車両限界を念頭に置いていたかどうか、またはこれが「予期しないボーナス」であったかどうかについて意見が分かれています。トンブリッジとヘイスティングスの間の路線は常に問題を提起していました。それは曲がりくねった道であり、非常に狭い穴のトンネルは、列車の積み込みに必要な大型の高速旅客機関車を除外しました。
1930年より1935年までSRのイーストレイ工場 (Eastleigh Works) で製造され、初号機に900番が付けられた。本形式は公立寄宿学校にちなんで名付けられた。900はイートンと名付けられた。それは1930年3月26日にウォータールーで一般に公開され、その大学の少年たちによる検査のためにウィンザーに連れて行かれて間もなくだった。
記録に残されているこの機関車の最高速度は、1938年に926号機の「レプトン」が4両の客車を牽引した際の95mph (152km/h) である。
エンジンはもともと南部地域の南東部で機能していた。可能であれば、南部は新しく建設された機関車を学校の近くの駅に送り、その後、生徒が「彼らの」エンジンの運転台を見ることができるように、正式な命名式にちなんで名付けられた。クラスの延長は、ラグビーやマルバーンなど、南部鉄道の集水域外の「外国の」学校の名前が使用されたことを意味した。アッピンガム校の校長は、機関車に学校名を付ける許可を拒否し、代わりにブラッドフィールドという名前が使用された。
1928年3月に15両の機関車の最初のバッチが許可されましたが、ヘイスティングスルートですぐに運用できないことが明らかになったため、これは10両に減らされた。ヘイスティングス線の恒久的な方法は、学校クラスの4-4-0設計のより高い車軸負荷に対応するために、1929年と1930年の間にアップグレードする必要があった。イーストレイ鉄道工場での生産の遅れは、1930年3月から7月まで配達されなかったことを意味した。これらの初期の学校クラスの機関車は、最初はヘイスティングス線から離れた任務に割り当てられ、使用できるようになった。
元のバッチがその価値を証明し、乗組員に好評を博した後、1931年3月に1932年12月から1934年3月までの間にさらに20両の機関車が配達のために注文された。以前の注文は完了したが、貿易不況が続いたため、これはその後10両に減少した。クラスの最後の機関車は1935年7月に配達された。
最初の10個は除煙板なしで製造されたが、これらは1931年8月から追加され、残りの30個は新しいものから取り付けられた。Lemaitreの複数のジェットブラストパイプがLordNelsonクラスにうまく導入された後、Maunsellの後継者であるBulliedはそれらをSchoolsクラスに適合させ始めましたが、ドラフトの認識できる改善は見られず、20の例だけがそのように変更された。
30932は、1958年に30905に取り付けられる前に、しばらくの間、ハイサイドセルフトリミングテンダーが取り付けられていた。
最初の10個のエンジンを使用した最初の試験では、イーストレイ工場の監視下でウォータールーからボーンマス、ソールズベリーへのルートで採用されたナインエルムズを拠点としていた。これが行われると、機関車は東部セクションに割り当てられ、機関車が完成してから1年以上経った1931年の夏の終わりに改良が完了した後、ヘイスティングラインで作業した。4台の機関車（904、907、908、909）は、ヘイスティングス線で作業するために、1931年にイーストボーンからセントレオナルズに移された。

## 運用
本形式の新造配置は、ディールとドーバーだった。フォークストンとドーバーへの列車（大陸列車を除く）はディールで終了した。ディールに割り当てられた6両の機関車は、1931年にラムズゲートに移管された。
その年の後半にさらに多くの機関車が利用可能になると、10両（924-933）はポーツマス特急のためにフラットンに拠点を置いた。1930年代後半にロンドンからイーストボーンへのルートとロンドンからポーツマスへのルートが電化された後、クラスはボーンマスからも使用された。イギリス国鉄の下では、ブライトンからカーディフ、エクセターまでのクロスカントリー列車やニューヘブンボートトレインでも広く使用されていた。30912と30921は後に、南部地域の西部でのより長い走行で使用するために、元ネルソン卿のボギーテンダーが取り付けられた。
本形式は、1930年までにサザン鉄道によって建造された最高級の機関車として乗組員から評価を受け、そのサイズで非常に壮観なパフォーマンスを発揮することができました。これらの機関車の記録された最速の速度は時速95マイルで、1938年に928ストウがドーチェスターからウェアハムまで4両のコーチトレインを引いてウール駅の近くで達成されました。しかし、そのような高出力と比較的軽量には欠点がありました。停止状態から機関車を始動すると、車輪のスリップが頻繁に発生し、フットプレートの熟練した取り扱いが必要になりました。
1957年以降のヘイスティングスルートへのクラス201ディーゼル電気複数ユニットの導入、および1961年の南東本線の電化の完了により、クラスは多くの作業を奪われました。撤退は1961年1月に始まり、クラス全体が1962年12月までにサービスを停止しました。
退役後は925、926、928の3機が保存されている。

## 諸元
- 車両寸法 (機関車と炭水車を含む) 
  - 全長：58フィート9 3/4インチ (約17930mm)
  - 幅：8フィート6 1/2インチ (約2600mm)
  - 高さ：13フィート (約3960mm)
  - 車両重量：109.5英トン
  - 動輪直径：6フィート7インチ (約2007mm)
  - シリンダー直径：16.5インチ (約419mm)
  - シリンダーストローク：26インチ (約660mm）
  - 炭水車は4000ガロンの水と5英トンの石炭を搭載できる。

この機関車はボイラーの常用最大圧力の85%で25,130 lbfの牽引力を発生させることができる。

## スクールズ級の名前一覧
| 番号  | 番号 | 名称              | 製造所 | 製造 | 廃車 |
| BR    | SR   | 名称              | 製造所 | 製造 | 廃車 |
| ----- | ---- | ----------------- | ------ | ---- | ---- |
| 30900 | 900  | Eton              |        | 1930 |      |
| 30901 | 901  | Winchester        |        | 1930 |      |
| 30902 | 902  | Wellington        |        | 1930 |      |
| 30903 | 903  | Charterhouse      |        | 1930 |      |
| 30904 | 904  | Lancing           |        | 1930 |      |
| 30905 | 905  | Tonbridge         |        | 1930 |      |
| 30906 | 906  | Sherborne         |        | 1930 |      |
| 30907 | 907  | Dulwich           |        | 1930 |      |
| 30908 | 908  | Westminster       |        | 1930 |      |
| 30909 | 909  | St Paul's         |        | 1930 |      |
| 30910 | 910  | Merchant Taylors  |        | 1933 |      |
| 30911 | 911  | Dover             |        | 1933 |      |
| 30912 | 912  | Downside          |        | 1933 |      |
| 30913 | 913  | Christ's Hospital |        | 1933 |      |
| 30914 | 914  | Eastbourne        |        | 1933 |      |
| 30915 | 915  | Brighton          |        | 1933 |      |
| 30916 | 916  | Whitgift          |        | 1934 |      |
| 30917 | 917  | Ardingly          |        | 1934 |      |
| 30918 | 918  | Hurstpierpoint    |        | 1934 |      |
| 30919 | 919  | Harrow            |        | 1934 |      |
| 30920 | 920  | Rugby             |        | 1934 |      |
| 30921 | 921  | Shrewsbury        |        | 1934 |      |
| 30922 | 922  | Marlborough       |        | 1934 |      |
| 30923 | 923  | Bradfield         |        | 1934 |      |
| 30924 | 924  | Haileybury        |        | 1934 |      |
| 30925 | 925  | Cheltenham        |        | 1934 |      |
| 30926 | 926  | Repton            |        | 1934 |      |
| 30927 | 927  | Clifton           |        | 1934 |      |
| 30928 | 928  | Stowe             |        | 1934 |      |
| 30929 | 929  | Malvern           |        | 1934 |      |
| 30930 | 930  | Radley            |        | 1934 |      |
| 30931 | 931  | King's Wimbledon  |        | 1934 |      |
| 30932 | 932  | Blundells         |        | 1934 |      |
| 30933 | 933  | King's Canterbury |        | 1934 |      |
| 30934 | 934  | St Lawrence       |        | 1934 |      |
| 30935 | 935  | Sevenoaks         |        | 1934 |      |
| 30936 | 936  | Cranleigh         |        | 1934 |      |
| 30937 | 937  | Epsom             |        | 1934 |      |
| 30938 | 938  | St Olave's        |        | 1934 |      |
| 30939 | 939  | Leatherhead       |        | 1934 |      |

BRはイギリス国鉄になってからの機関車番号、SRはサザン鉄道時代の機関車番号を表す。